# Куровські (герб)
Куровський (пол. Kurowski ) – шляхетський герб, різновид герба Слєпворон.

## Опис герба
Опис згідно з класичними правилами блазонування:
У синьому полі срібна підкова баром в низ, всередині якої срібний лицарський хрест.
Клейнод: чорний ворон із золотим кільцем у дзьобі.
Намет: блакитний, підбитий сріблом.

## Історія
Даний герб був присвоєний під час засідання сейму в 1775 року Йозефові Казимиру Куровському – хорунжому артилерії коронного війська і Янушу Куровському, як власний герб, гасло якого збігається з ім'ям роду.

## Гербовий рід
Куровські (Kurowski).